# 356省道 (广东省)
广东省道S356 高潭—横岗线，简称高横线，是一条东起惠州市惠东县高潭镇，西至深圳市龙岗区横坪立交桥的省道，全长151.4公里。1996年12月命名。

## 历史
高横线1996年12月命名，由原省道平蛇线(编号1925)惠东平山——坪山围段和县道罗葵线(编号4013)组成。而淡水——坪山段民国时原属于淡水——平湖公路东段，1930年修成。1993年10月，进行扩宽水泥硬化路扩建。惠东高潭——米岭段始建于1958年，1997年改造。

## 行经区域
惠州市

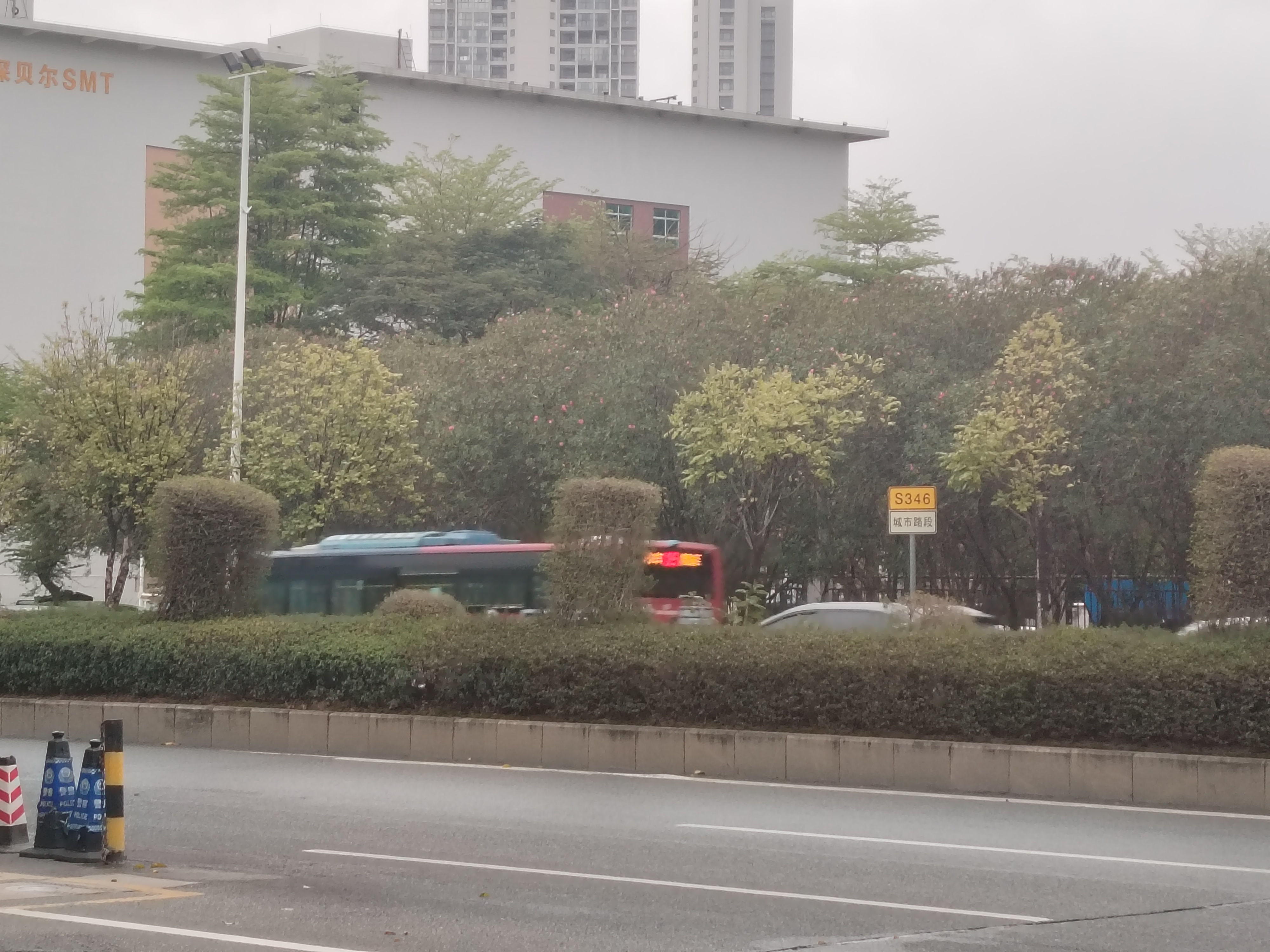
S356坑梓深惠交界段（图中省道牌有误）

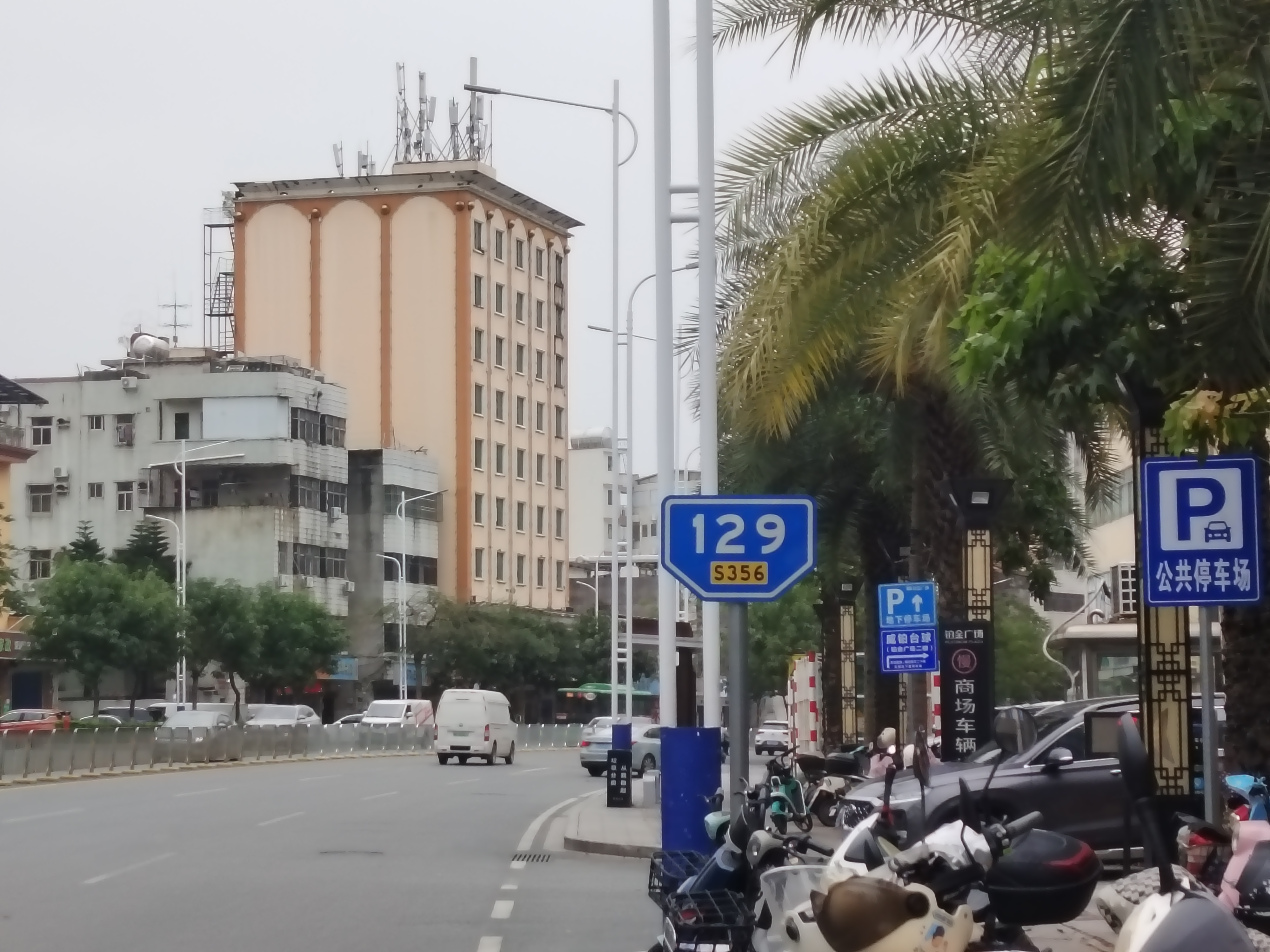
356省道159km,位于惠阳区淡水街道东端

- 惠东县：高潭镇（起点，接 236国道、 242省道）→K0+840（左侧交汇M26乡道）→水口村（右侧交汇817乡道）→龙水桥→K11+103（右侧交汇 214县道）→宝口镇→宝口桥→鹰爪桥→K23+018（左侧交汇M26乡道）→安塘桥→横瑶桥→中心塅（左侧交汇M55乡道）→石子坝桥→松嶂（交汇144乡道）→布心桥→新丰大桥→旱坑大桥→龙窝大桥→K46+618（左侧交汇280乡道）→白马桥→牛径（左侧交汇745乡道）→白盆珠镇（右侧交汇 212县道）→六和村（左侧交汇M79乡道）→双金桥→新和村（左侧交汇362乡道）→沐化村（右侧交汇232乡道）→七斗种桥→ 甬莞高速白盆珠立交（右侧交汇 243省道）→明溪村（左侧交汇909乡道）→下营（左侧交汇M23乡道）→靖安村（左侧交汇807乡道）→乌石古桥→南环东路→南环路→黄狮桥→红星桥→洋口桥→ 甬莞高速多祝立交→增光镇（右侧交汇845乡道）→丰远（左侧交汇712乡道）→集联村（右侧交汇808乡道）→三家湖桥→乌石古（右侧交汇174乡道）→ 甬莞高速谭公立交→惠州园（左侧交汇307乡道）→谭公（交汇929乡道）→环城路立交（接 324国道）→银基大道→飞鹅路→惠东大道→新平大道→ 广惠高速白花立交→白花桥→白花镇（右侧交汇757乡道）→白花工业区（左侧交汇886乡道）→长塘（左侧交汇275乡道）→矮岭塘桥→联丰村（右侧交汇693乡道）→谟岭村（左侧交汇002乡道）→谟岭桥
- 惠阳区：花塘村（右侧交汇916乡道）→伯公凹（左侧交汇B45乡道）→东澳（左侧交汇B44乡道）→ 沈海高速沙田立交→沙田镇（右侧交汇917乡道）→ 沈海高速 惠大高速淡水东立交→白云六路→东门桥→白云五路→白云四路→白云三路→淡水立交（接 254省道）→白云二路→白云一路

深圳市
- 坪山区：坪山大道→坑梓（右侧交汇 255县道）→坪山汽车站（交汇 359省道）→沙坑立交（与 南坪快速逆桩共线段开始）→新横坪路→碧岭隧道
- 龙岗区：新横坪路→保安立交（接 205国道）→ 水官高速横坪立交（终点，与 南坪快速逆桩共线段结束，汇入 水官高速）

## 沿途资料

### 立交桥
| 名称       | 衔接道路                       | 备注                                   |
| ---------- | ------------------------------ | -------------------------------------- |
| 白盆珠立交 | 甬莞高速                       |                                        |
| 多祝立交   | 甬莞高速                       |                                        |
| 谭公立交   | 甬莞高速                       |                                        |
| 环城路立交 | 324国道                        |                                        |
| 白花立交   | 广惠高速                       |                                        |
| 沙田立交   | 沈海高速                       |                                        |
| 淡水东立交 | 沈海高速、 惠大高速            |                                        |
| 平龙立交   | 惠澳大道东辅道、惠澳大道西辅道 |                                        |
| 淡水立交   | 254省道                        |                                        |
| 保安立交   | 205国道                        | 仅限S356自东转入G205及G205向东转入S360 |
| 红棉立交   | 红棉路                         |                                        |
| 横坪立交   | 水官高速                       |                                        |

### 景观
- 白盆珠水库
- 飞鹅岭
- 坪山中心公园